# Julius Stursberg
Engelbert Julius Stursberg (* 27. März 1857 in Dahlhausen an der Wupper; † 4. Oktober 1909 auf Java) war ein deutscher evangelischer Theologe und von 1883 bis 1909 Leiter der Neukirchener Mission.

## Leben
Geboren als dritter Sohn des Tuchmachers Christian Julius Stursberg und seiner Frau Christiane Stursberg, geb. Spieker, verlor Stursberg im Alter von 15 Jahren seine Eltern. Während der Abwicklung des elterlichen Betriebes, die er mit schnell erworbenen kaufmännischen Kenntnissen selbst durchführte, fand seine bewusste Hinwendung zum christlichen Glauben statt. Sein Abitur erwarb Stursberg 1876. Anschließend schrieb er sich als Student der Theologie und Philologie in Leipzig ein. Aufgrund geistiger Überarbeitung erkrankte Stursberg lebensgefährlich an Lungenbluten. Nach seiner Genesung, die ihn nicht vollständig wiederherstellte, studierte er in Straßburg und Tübingen. Sein letztes Studienjahr absolvierte er 1880 in Bonn, mit Abschluss seines ersten theologischen Examens in Koblenz.
Da Stursberg kein Pfarramt bekleiden wollte, kam ihm das Angebot einer Lehrerstelle an einer Missionsschule im niederrheinischen Neukirchen gelegen, und er nahm dieses Angebot an. Stursberg war gerade 23 Jahre alt, als er im September 1880 seinen Dienst in Neukirchen antrat. Berichten zufolge war er ein vorzüglicher Lehrer, der anschaulich und lebendig unterrichteten konnte.
1883 übernahm Julius Stursberg nach dem frühen Tod von Pastor Ludwig Doll als Missionsinspektor die Gesamtleitung der gerade erst gegründeten Neukirchener Waisen- und Missionsanstalt. Er formte sie erfolgreich zur Neukirchener Mission um, richtete sie nach den Prinzipien der Glaubensmissions-Bewegung von Hudson Taylor und seiner China-Inland-Mission aus. Somit gilt es, wie Stursberg 1898 schreibt, „in der Arbeit fürs Reich Gottes nicht auf Fleisch“ [sc. auf das eigene Vermögen] zu bauen, sondern „immer wieder im Glauben voranzugehen“. Er behielt ihre Leitung bis zu seinem Tod.
Seine Sprachbegabung und die Liebe zu den orientalischen Sprachen – er lernte aus reinem Interesse Aramäisch und Arabisch – ermöglichten es Stursberg, auf seinen Missionsreisen nach Ostafrika die Sprache der Einheimischen, Swahili, zu erlernen. Die nachfolgenden Neukirchener Missionare hatten in ihrem Gepäck eine von Julius Stursberg in Deutsch verfasste Swahili-Grammatik.

## Werk
Julius Stursberg nutzte mehrere, teils zweckgebundene Spenden für die Gründung einer höheren christliche Schule in Neukirchen. Am 25. April 1906 eröffnete er die „Evangelische Höhere Schule zu Neukirchen“ als lateinlose Realschule für Knaben. In dieser Schule, dem heutigen Julius-Stursberg-Gymnasium, sollten sowohl begabte Waisenkinder als auch andere Kinder unterrichtet werden können.

## Schriften (Auswahl)
- Vater Emde, der Uhrmacher von Surabaja. Eine Geschichte aus den Anfängen der Java-Mission, den Freunden derselben dargeboten. 1889
- Gedenk-Blätter aus der Geschichte der Waisen- und Missionsanstalt in Neukirchen. 1897
- J. Hudson Taylor und die China-Inland-Mission: Deutschen Missionsfreunden zur Glaubensstärkung vorgeführt. 1897
- Ferdinand Würtz. Missionar und Missionspionier im Pokomoland in Britisch Ostafrika. 1910